# Асоматос (Кирения)
Асоматос (греч. Ασωματος, тур. Özhan) — деревня на юге Кипра, в составе района Кирения, расположена на территории эксклава Великобритании.
Населённый пункт, жители которого традиционно были приверженцами Маронитской католической церкви. До Турецкого вторжения на Кипр в 1974 году здесь проживало 527 человек, а к настоящему времени — только две восьмидесятилетние женщины.
Асоматос в настоящее время используется в качестве военного лагеря турецкой армии. Это делает деревню открытой только по воскресениям, когда местные марониты могут посещать мессы в церкви Михаила Архангела.